# Association Régionale des Éleveurs Valdôtains
L'Association régionale des éleveurs valdôtains (dal francese, Associazione regionale degli allevatori valdostani), abbreviato in AREV, è un'associazione presente nella regione autonoma Valle d'Aosta. Il suo obiettivo è il miglioramento delle razze autoctone, e delle condizioni economiche e di lavoro delle aziende agricole associate.

## Storia e descrizione
Delle associazioni chiamate Comices agricoles sono stati presenti in Valle d'Aosta a partire dalla metà del XIX secolo, il cui obiettivo consisteva nel miglioramento delle razze locali e la promozione dell'allevamento.
Questa eredità ha favorito la creazione nel 1978 dell'AREV. La sua attività si concentra su compiti concernenti sia l'aspetto tecnico che quello di sostegno e rappresentanza degli allevatori valdostani in seno agli organi amministrativi regionali.
La prima funzione si sviluppa attraverso la registrazione dei capi, e di un conseguente servizio di consulenza e di assistenza agli allevatori, in particolare a livello di  controllo e di assistenza tecnica.
La seconda funzione ha come obiettivo la promozione dell'attività di allevatore dal punto di vista finanziario, nel quadro della valorizzazione e della commercializzazione delle razze autoctone valdostane. Questa attività si basa sia su gesti quotidiani, per esempio l'etichettatura del bestiame, sia sull'organizzazione di eventi (fiere, mercati e rassegne agricole).
Secondo il suo statuto, l'AREV aderisce all'AIA, l'Associazione Italiana Allevatori. L'AREV è diretta da Édy Bianquin (presidente) e da Édy Henriet (direttore generale).

## Cifre
L'AREV raccoglie ad oggi la quasi totalità degli allevatori valdostani (circa 1600), non soltanto di bovini (circa 1100 soci), settore di punta della Valle d'Aosta, ma anche ovini e caprini (circa 500 soci).
Nel 2010, il numero di bovini in Valle d'Aosta si aggira attorno a 38000, dei quali il 63% appartiene alla razza pezzata rossa, il 26% alla pezzata castana e alla pezzata nera, e il restante 4% a razze miste (meticce).
Per quanto riguarda gli ovini, l'AREV raccoglie il 61% del totale regionale (poco meno di 3000 esemplari). I caprini AREV costituiscono il 55% del totale, con circa 1500 esemplari.